# 1638 en arts plastiques
| Années des arts plastiques : 1635 - 1636 - 1637 - 1638 - 1639 - 1640 - 1641    |
| Décennies des arts plastiques : 1600 - 1610 - 1620 - 1630 - 1640 - 1650 - 1660 |

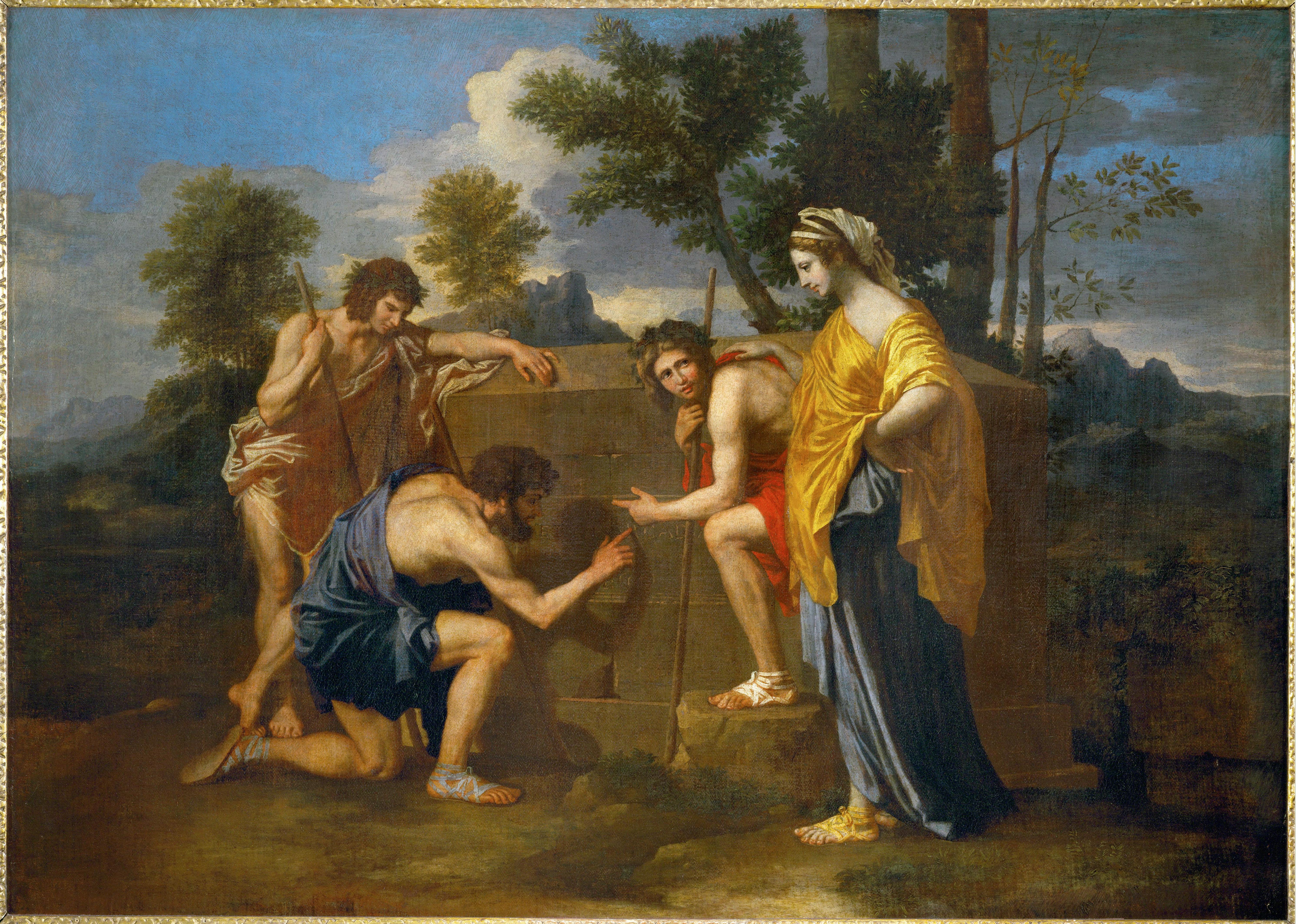
Les Bergers d’Arcadie, Nicolas Poussin.

Cette page concerne l'année 1638 en arts plastiques.

## Œuvres
- Le Tricheur à l'as de carreau : tableau de Georges de La Tour
- Gaspar de Guzmán, comte-duc d'Olivares, à cheval, huile sur toile de Diego Vélasquez
- 1638-1640 : Et in Arcadia ego (deuxième version), huile sur toile de Nicolas Poussin.
- 1637-1638 : L'Enlèvement des Sabines (version du musée du Louvre) par Nicolas Poussin.
- 1636-1638 : L'Origine de la Voie lactée, huile sur toile de Pierre Paul Rubens.

## Naissances
- 3 juin : Jean-Guillaume Carlier, peintre liégeois († 1er avril 1675),
- 6 juin : Baptême de Gerrit Berckheyde, peintre néerlandais († 1698),
- 22 juin : François Ragot, graveur et marchand d'estampes français († juin 1670),
- 14 juillet : Antonio Franchi, peintre baroque italien († 18 juillet 1709),
- 31 octobre : Meindert Hobbema, peintre néerlandais († 7 décembre 1709),
- ? :
  - François Bonnemer, peintre, dessinateur et graveur français († juin 1689),
  - Luigi Garzi, peintre baroque italien († 1721),
  - Hubert van Ravesteyn, peintre néerlandais († 1691),
  - David Teniers III, peintre flamand († 2 octobre 1685).

## Décès
- 6 mars : Paulus Moreelse, peintre et architecte néerlandais (° 1571),
- 23 mars : Georg Flegel, peintre allemand (° 1566),
- 26 mars : Palamedes Palamedesz, peintre néerlandais (° août 1605),
- 11 avril : Willem Jacobsz. Delff, peintre et graveur néerlandais (° 15 septembre 1580),
- 17 mai : Domenico Cresti, peintre italien (° janvier 1559),
- 1er août : Joachim Wtewael, peintre maniériste flamand (° 1566),
- 18 août : Giovanni Andrea Ansaldo, peintre italien (° 1584),
- 16 octobre : Jacob van Swanenburgh, peintre, dessinateur et marchand d'art néerlandais (° 21 avril 1571),
- 11 novembre : Cornelis Cornelisz van Haarlem, peintre et dessinateur maniériste néerlandais (° 1562),
- 23 décembre : Barbara Longhi, peintre italienne (° 21 septembre 1552),
- ? :
  - Jacques Blanchard, peintre et graveur français  (° 1er octobre 1600),
  - Vincenzo Carducci, peintre italien (° 1576),
  - Andrea Commodi, peintre baroque italien (° 1560),
  - Odoardo Fialetti, peintre et graveur italien (° 18 juillet 1573),
  - Matthaeus Greuter, peintre et graveur allemand (° 1564),
  - Sante Peranda, peintre baroque italien de l'école vénitienne (° 1566),
  - Jacob van Swanenburgh, peintre néerlandais, maître de Rembrandt (° 1571),
  - Goffredo Wals, peintre baroque, paysagiste allemand (° 1595).